# Titlu (aliaj)
Titlul unui aliaj este o mărime adimensională corespunzând cu compoziția sa într-un metal dat. Mai precis, este vorba de raportul dintre masa unui metal fin și masa totală a aliajului pe care îl compune. „Este cantitatea de metal nobil dintr-un aliaj, exprimată în părți la mie.”

## Definiție
Titlul se exprimă în miimi de metal fin în raport cu masa totală a aliajului.
Echivalența dintre carate și miimi este 1 carat = 41,67 miimi (sau 1/24).

## Exemple
- Titlul monedelor de 20 de franci francezi, cunoscute sub numele de „Napoleoni” sau „cocoșei” era de 900 de miimi de aur fin și 100 de miimi de cupru. Aceeași situație o întâlnim și în cazul monedelor de 20 de lei aur[2], emise de România, ca urmare a aplicării legislației Uniunii Monetare Latine.[3]
- Titlul monedei – medalia „Ardealul Nostru”, emisă la 15 ianuarie 1945, este de 900 de miimi de aur fin și 100 de miimi de cupru.[4]
- Titlul monedei comemorative „200 de ani de la nașterea lui George Barițiu”, emisă de Banca Națională a României, la 10 septembrie 2012, are titlul de 900 de miimi de aur fin.[5]
- Titlul monedei comemorative „90 de ani de la nașterea lui Marin Preda”, emisă de Banca Națională a României, la 10 august 2012, este de 999 de miimi de argint fin.[6]
- Moneda „American Buffalo” are masa de o uncie (31,1035 grame), iar titlul său este de 999,9‰ aur fin.
- 999,999 de miimi (cel mai pur aur produs vreodată a fost rafinat de Perth Mint („Monetăria din Perth”), din Australia, în 1958).[7][8]

## În România
Titlurile legale în România sunt următoarele:
- pentru aur: 375‰ (9 K); 417‰ (10 K); 500‰ (12 K); 585‰ (14 K); 625‰ (15 K), 750‰ (18 K); 833‰ (20 K); 900‰; 916‰ (22 K), 958‰ (23 K) și aurul fin – 999‰ (24 K);
- pentru argint: 750‰; 800‰; 875‰; 916‰; 925‰ și argintul fin – 999‰;
- pentru platină: 950‰;
- pentru paladiu: 950‰.

## Verificarea fineței
Deși există multe metode de detectare a metalelor prețioase false, în mod realist există doar două opțiuni disponibile pentru a verifica finețea marcată a metalului ca fiind rezonabil de precisă: testarea metalului (care necesită distrugerea acestuia) sau utilizarea fluorescenței cu raze X (XRF). XRF-ul va măsura doar porțiunea cea mai exterioară a piesei de metal și astfel poate fi indus în eroare de placarea groasă.
În Statele Unite, puritatea reală a articolelor din aur trebuie să fie cu cel mult 0,003 mai mică decât puritatea marcată (de exemplu, 0,996 fină pentru aur marcat cu 0,999 fin), iar puritatea reală a articolelor din argint nu trebuie să fie mai mare de 0,004 (mai puțin decât puritatea marcată).

## Greutate fină
O bucată de metal aliat care conține un metal prețios poate avea, de asemenea, greutatea componentei sale prețioase denumită greutatea fină. De exemplu, 1 oz t de aur de 18 karate (care este 75% aur) se poate spune că are o greutate fină de 0,75 oz t (uncia troy).